# Holtzwihr
Holtzwihr là một xã ở tỉnh Haut-Rhin trong vùng Grand Est ở đông bắc Pháp. Xã này có diện tích 6,45 km², dân số năm 1999 là 1333 người. Khu vực này có độ cao 182 mét trên mực nước biển.